# (27969) 1997 TT3
(27969) 1997 TT3 est un astéroïde de la ceinture principale d'astéroïdes découvert en 1997.

## Description
(27969) 1997 TT3 a été découvert le 3 octobre 1997 au Centre de recherches en géodynamique et astrométrie (CERGA), à Caussols en France, par le projet scientifique européen OCA-DLR Asteroid Survey (ODAS).

### Caractéristiques orbitales
L'orbite de cet astéroïde est caractérisée par un demi-grand axe de 2,77 UA, un périhélie de 2,28 UA, une excentricité de 0,18 et une inclinaison de 12,72° par rapport à l'écliptique. Du fait de ces caractéristiques, à savoir un demi-grand axe compris entre 2 et 3,2 UA et un périhélie supérieur à 1,666 UA, il est classé, selon la JPL Small-Body Database, comme objet de la ceinture principale d'astéroïdes.

### Caractéristiques physiques
(27969) 1997 TT3 a une magnitude absolue (H) de 14,1 et un albédo estimé à 0,341.